# Peña Montañesa
De Peña Montañesa is een berg in de Spaanse Pyreneeën van 2295 meter hoog. 
De berg is de hoogste top van de Sierra Ferrera en is gelegen in de provincie Huesca in de regio Aragón.